# Mondragone
Mondragone là một đô thị ở tỉnh Caserta trong vùng Campania của Ý, có vị trí cách khoảng 45 km về phía tây bắc của Napoli và khoảng 40 km về phía tây của Caserta. Tại thời điểm ngày 31 tháng 12 năm 2004, đô thị này có dân số 26.558 người và diện tích là 54,4 km².
Mondragone giáp các đô thị: Cancello e Arnone, Castel Volturno, Falciano del Massico, Sessa Aurunca.